# Walter Jurecka

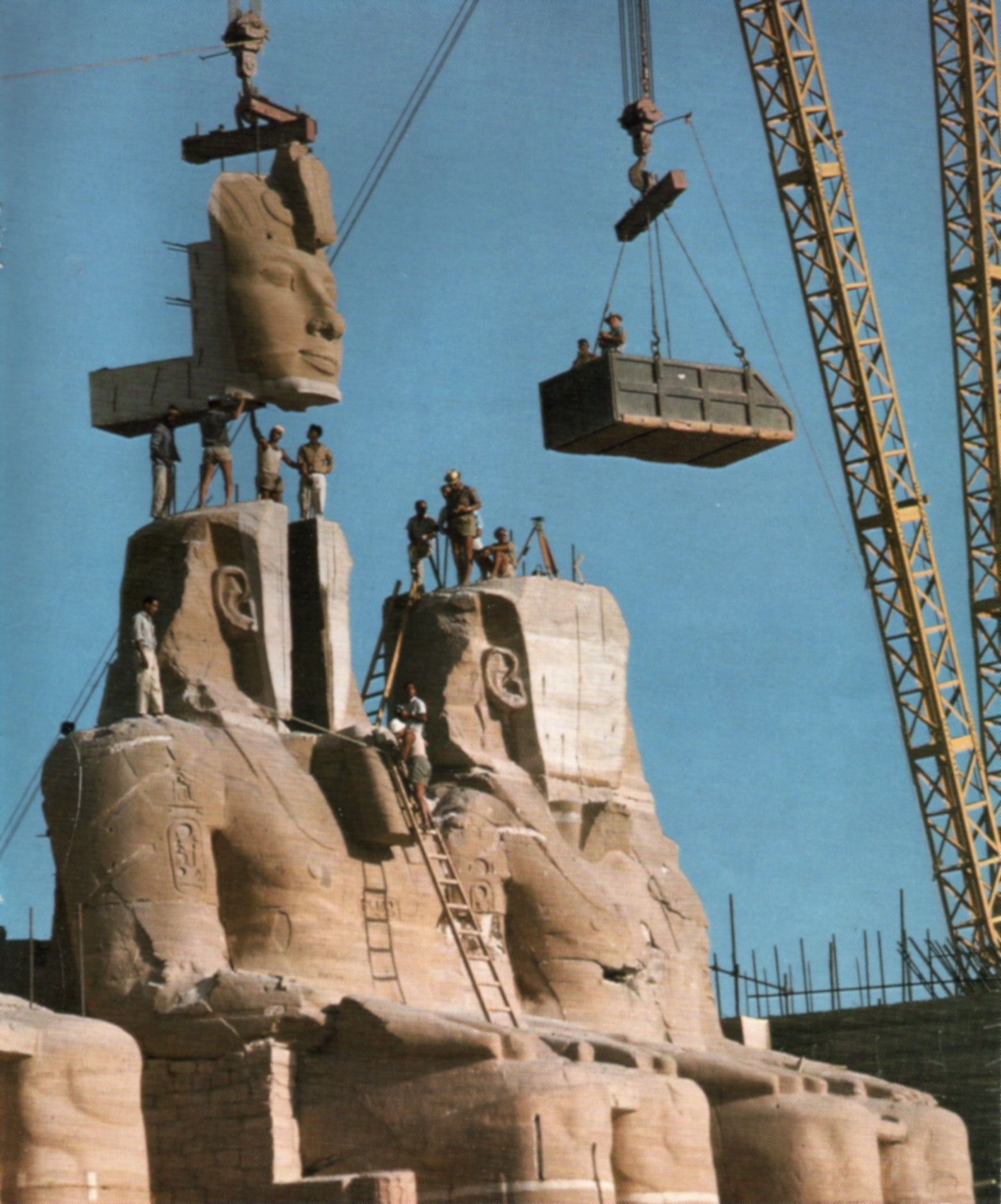
Verlegung des Tempels von Abu Simbel

Walter Jurecka (* 31. August 1915 in Wien; † 18. Dezember 1994 in Salzburg) war ein österreichischer Bauingenieur.

## Leben und Wirken
Jurecka studierte 1934 bis 1939 Bauingenieurwesen an der TH Wien und war dann kurz Assistent bei Friedrich Schaffernak am Lehrstuhl für Wasserbau. Anschließend war er im Zweiten Weltkrieg Soldat und trat nach der Kriegsgefangenschaft eine Stelle im Planungsbüro der Tauernkraftwerke AG in Kaprun an. Er bearbeitete dort statische und hydraulische Probleme von Staumauern und Wasserkraftwerken und fertigte seine Dissertation an, mit der er 1949 promovierte (Die Berechnung bogenförmiger Staumauern nach dem Lastaufteilungsverfahren). 
Im Jahr 1953 wechselte Jurecka zur deutschen Baufirma Hochtief in Essen. Nach der Einarbeitung leitete er 1954 die Arbeiten am Flusskraftwerk in Rain am Lech. Von 1954 bis 1956 leitete er das Projekt Sariyar-Talsperre und Kraftwerk am Sakariya Fluss in der Türkei. 1957 übernahm Hochtief die Fortsetzung der Bauarbeiten für ein Kraftwerk am alten Assuan-Staudamm in Ägypten und beauftragte Jurecka mit der Leitung des Projektes bis 1959. Während dieser Zeit wurde von Hochtief an den Entwürfen für den neuen Assuan-Staudamm gearbeitet. (Dieses Projekt wurde jedoch auf Grund politischer Entscheidungen dann von der Sowjetunion finanziert und gebaut.) Danach übernahm er die Auslandsabteilung von Hochtief. 
1962 wurde Jurecka Professor für Baumaschinen und Baubetrieb an der RWTH Aachen als Nachfolger von Georg Garbotz. 1964 musste er sich von Garbotz vertreten lassen, als er auf Wunsch von Hochtief die Planung und anfängliche Leitung bei den Umsetzungsarbeiten des Tempels von Abu Simbel übernommen hatte. (Der Tempel war wegen des Anstieges des Nilwasserspiegels in Folge des Baus des neuen Assuan-Staudammes von der dauerhaften Überschwemmung bedroht.)
1967 wurde er Mitglied der Landsmannschaft im CC Pomerania Halle-Aachen. 
Von 1971 bis 1980 war er Professor für Baubetrieb und Bauwirtschaft an der TU Wien. Die Antrittsvorlesung 1971 war über Die Ingenieurtätigkeit als Entscheidungsprozeß.
Jurecka forschte über Methoden der Betonkühlung und Vibrationsverdichtung, wie sie beim Staudammbau anfallen, und Methoden der Netzplantechnik und Operations Research im Baubetrieb.
Seine Ehefrau Charlotte Jurecka (* 1919), die ursprünglich Ärztin werden wollte, befasste sich intensiv mit der Geschichte des Brückenbaus, besuchte Brücken und sammelte dazu Unterlagen und Literatur, was in ihr Buch Brücken – Historische Entwicklung – Faszination der Technik (1979; 2. Auflage, Wien: Anton Schroll 1994) einfloss. Das Ehepaar hatte drei Kinder.

## Schriften
- Die Bergung der nubischen Baudenkmäler, Bauingenieur, 1965, Heft 4
- Netzwerkplanung im Baubetrieb, 3 Teile, Wiesbaden: Bauverlag, ab 1972
- Network-Planning in the Construction Industr, London: MacLaren, Elsevier 1969
- mit H.-J. Zimmermann: Operations Research im Bauwesen, Springer 1972
- Kosten und Leistungen von Baumaschinen, Springer 1975
- Simulationstechnik und Warteschlangentheorie zur Ermittlung der Bauzeit für Betontalsperren, Fortschrittsberichte der VDI Zeitschriften 55, 1980